# Zopfiella erostrata
Zopfiella erostrata är en svampart som först beskrevs av Griffiths, och fick sitt nu gällande namn av Udagawa & Furuya 1974. Zopfiella erostrata ingår i släktet Zopfiella och familjen Lasiosphaeriaceae.   Inga underarter finns listade i Catalogue of Life.